# Tomáš Zářecký
Tomáš Zářecký (* 1988 Chrudim) je český spisovatel, fejetonista a pedagog působící v Pardubicích.

## Vzdělání
V letech 2000–2008 vystudoval gymnázium v Pardubicích, následovalo studium na Univerzitě Hradec Králové, kde nejprve v roce 2011 získal bakalářský titul a o dva roky později titul magisterský na Pedagogické fakultě. V současné době pracuje jako učitel na základní škole.

## Literární dráha
Od roku 2008 působil v internetovém magazínu Pozitivní noviny, odkud později přešel do krajanského magazínu CzechFolks Plus. Přispíval i do tištěných médií, např. do Pražského zpravodaje. Pořídil sérií rozhovor s českým exilovým spisovatelem Luďkem Frýbortem, které vycházely mj. na Neviditelném psu.
V roce 2011 vyšly v nakladatelství MOBA první dva romány. Nejprve thriller 15 minus a posléze historická romance Návrat na Longstray. V roce 2015 vychází třetí román, thriller Utopeni ohněm. A v roce 2017 vyšla e-kniha Krysí requiem s hlavní postavou Pavlem Krejčím.

## Dílo
- 15 minus (2011, MOBA)[4]
- Návrat na Lonstray (2011, MOBA)[5]
- Utopeni ohněm (2015, Beletris production)
- Krysí requiem (2017)